# Colonie musulmane de Lucera
La colonie musulmane de Lucera est une colonie fondée dans les années 1220 après qu'une révolte fut lancée par un dénommé Ibn ‘Abbad (Mirabetto) à Iato et Entella en Sicile contre l'empereur Frédéric II qui fit  déporter les musulmans révoltés à Lucera dans les Pouilles, dans le sud de l'Italie. Entre 1243 et 1245, d'autres révoltés musulmans seront déportés à Lucera. 
La colonie a prospéré pendant environ 75 ans. En 1300, Lucera fut détruite par les forces chrétiennes de Charles II et les habitants musulmans qui refusèrent le baptême furent exilés ou vendus en esclavage.

## Contexte
En 1091, la prise de Noto par les Normands achève la conquête de l'émirat de Sicile. Les Zirides musulmans sont chassés de Sicile et les Normands s'installent dans le comté de Sicile. Les Normands appliquent aux musulmans de l'île des conditions semblables à celles du statut de dhimmi, que les musulmans appliquaient aux juifs et chrétiens quand ils dirigeaient l'île. À savoir contre des taxes, une certaine acceptation de leur présence et de leur croyance dans l'île.
Plus tard dans l'année, à l'aide d'une petite troupe, le comte normand Roger de Hauteville vainc facilement la garnison musulmane à Malte, puis à Gozo qui est pillé. 
Le comte Roger de Hauteville impose la libération des esclaves chrétiens. Quand on leur laisse le choix, ces derniers décident de rentrer dans leur patrie et refusent de rester à Malte. 
En contrepartie d'un tribut annuel à payer, les Normands permettent aux musulmans de rester sur l'archipel maltais, de maintenir en place une administration arabe et d'exercer librement leur culte. Mais en 1122, à Malte, les arabes se soulèvent contre les Normands. Ils cessent de verser le tribut annuel. En 1127, Roger II de Sicile, le fils de Roger de Hauteville reconquérit à nouveau les île de Malte. Une garnison chrétienne est alors laissée sur place.
En 1134-1135, les Normands évincent les Hammadides de certaines positions méditerranéennes comme l’île de Djerba (Ifriqiya) .
En 1154, les Djerbiens se rebellent mais les Normands écrasent leur révolte dans le sang.

## Caractéristiques de la colonie
Vers 1220, les musulmans de Sicile possèdent une grande mosquée, de petites mosquées servant d’école coranique, et un tribunal présidé par un cadi, c’est-à-dire un juge religieux. 
Mais une révolte des musulmans de Malte et de la Sicile fut lancée par un dénommé Ibn ‘Abbad (Mirabetto) à Iato et Entella. La révolte fut réprimée durement. Devant le nombre de morts que cela causa dans la population, il finit par se rendre et fut mis à mort. Sa fille reprit le flambeau de la révolte contre Frédéric II de Hohenstaufen, mais la mort de l'héroïne sonna le glas de la communauté musulmane du royaume de Sicile.
Jugeant dangereuse l'idée de garder une telle population si près du Maghreb qui pourrait leur venir en aide en cas de nouvelle révolte, et connaissant les trop vivaces traditions indépendantistes des montagnards et des paysans du Val di Mazzara, l'empereur Frédéric II fonda une cité au nord de l'Apulie (les Pouilles actuelles) qu'il appela Lucera.
Entre 1223, 1224 et 1225, les musulmans rebelles de Sicile furent obligés de demander l'aman et furent envoyés à Lucera par vagues successives.  
Entre 16 000 et 20 000 musulmans de Sicile ainsi que des musulmans de Djerba sont déportés à Lucera. La ville leur fut dédiée.
On parle alors de plus de 60 000 musulmans d'après certaines sources, répartis entre Lucera, Girifalco et Acerenza, faisant fuir une bonne partie de la population chrétienne. 
Placés aux portes des États pontificaux, Frédéric II confia aux musulmans la garde du Trésor royal.
Mais en 1226, ils firent une révolte, très vite réprimée. Les musulmans n'étaient pour Frédéric II que des sujets dont il exigeait la soumission, ce qu'ils firent rapidement.
Les déportés vivent d'agriculture en cultivant les terres fertiles autour de la ville de Lucera.
La forteresse fut achevée en 1227 et devint le principal point d'appui pour les provinces touchant l'Adriatique. L'empereur Frédéric II employa les musulmans notamment dans sa garde personnelle, ce qui est une tradition déjà employée par les princes normands de Sicile notamment Robert Guiscard. 
Frédéric II en recrute dans ses armées, un contingent musulman l'accompagne à la Sixième croisade (1228 à 1229).
L'empereur Frédéric II ouvrit les portes des casernes sarrasines aux missionnaires franciscains afin qu'ils puissent instruire ceux qui le désiraient en la foi chrétienne, mais Frédéric II n'était pas dupe, il savait qu'aucun ne le ferait, par ce geste, il voulait calmer le pape.
En 1239, Frédéric II concentra tous les musulmans à Lucera aussi bien ceux qui habitaient à GirIfalco et à Acerenza mais aussi de nouvelles familles venues de Sicile. 
On appela alors la ville Lucera Saracenorum. 
Il s'installa dans les dernières années de sa vie à Lucera vivant comme un monarque oriental avec même des haras de chameaux et pratiquait la chasse aux guépards.
En 1243, les dernières communautés musulmanes de Sicile se révoltent de nouveau, sans doute pour des raisons économiques, mais après 3 ans de résistance, touchées par la famine, elles doivent se soumettent aux troupes impériales de Frédéric II et en 1245, les Siciliens musulmans sont déportés à Lucera,,.
Fidèle à son empereur Frédéric II qui s'éteignit le 13 décembre 1250 à 7 miles de ses murs, à Castel Fiorentino, Lucera, dont les habitants devinrent des serviteurs zélés de l'État, connut des périodes de splendeur dans les domaines de la culture et de l'artisanat.

## Épilogue
Après le règne de Conrad, le pape Innocent IV tenta même de rallier à sa cause les musulmans de Lucera. Oubliant du même coup tout ce qu'il avait pu dire du séjour scandaleux de ces Infidèles, il offrit à leur émir, que les chroniqueurs appellent Jean le Maure, la possibilité de devenir grand camérier du royaume et d'obtenir de nouvelles terres mais les habitants de Lucera ne le suivirent pas dans sa tentative de trahir ses princes. Manfred se réfugia parmi eux et reconquit son royaume grâce au soutien sans faille des musulmans de Lucera. Il n'avait pas dans le royaume de sujets plus dévoués à sa personne. Il leur confia sa femme, Hélène d'Épire et ses enfants en bas âge, pour aller combattre Charles d'Anjou. À la bataille de Bénévent en 1266, des milliers de musulmans tombèrent au champ d'honneur. Abandonnée par ses conseillers à la suite de la défaite de son mari, la princesse tenta de prendre voile pour l'Épire et se rend donc à Trani où le châtelain la vendit à Charles Ier d'Anjou, celui-ci se rendit cruel envers la progéniture de Manfred, ils furent jugés indignes de l'échafaud et pourrirent dans des cachots infects.
Le passage à la dynastie angevine avec le règne de Charles Ier fut d'abord sans histoire, il les confirma dans leurs privilèges mais dès que la nouvelle que Conradin allait franchir les Alpes parvint dans la cité, les musulmans hissèrent le pavillon de la maison de Souabe (celle de leur ancien seigneur Manfred), Lucera devint le signe du ralliement des Gibelins le plus méridional, Charles tenta de faire le siège de la cité avant que son rival ne parvienne sur les lieux. Après un siège infructueux, il décida d'aller au-devant de Conradin et le bat lors d'une bataille, il revient alors sur la cité, décide son blocus afin de l'affamer et le 15 août 1269, ils durent se rendre défilant devant un vainqueur irrité d'une aussi héroïque et valeureuse résistance. Il les garda mais leur retira les privilèges, ils devaient désormais être sous l'autorité du justicier de la province et plaça 60 lanciers en garnison pour les surveiller.
Son fils Charles II considérait comme son devoir de promouvoir le christianisme à Lucera. En 1268-1269, la papauté appela à la croisade pour la destruction de la colonie musulmane de Lucera. Il tua plus de 20 000 musulmans et fit démolir la mosquée centrale et la remplaça par une cathédrale, puis rebaptisa la ville Civitas Sancte Marie en souvenir de la défaite des musulmans et non loin de là, l'église de Saint François où le « poverello » de Lucera, Francesco Antonio Fasano connu sous le nom de « Maestro », accomplit son apostolat. Quant à la majorité des musulmans, nombreux furent vendus comme esclaves ; toutefois un certain nombre de notables eurent, quant à eux, la possibilité de se convertir au christianisme. Giovanni di Banletta vint détruire les derniers noyaux d'Islam en terre italienne en 1300.
En 2009, une étude génétique montre la présence de descendants arabes chez les habitants de Lucera.

## Référencement